# 古城 (三橋美智也の曲)
「古城」（こじょう）は、1959年6月21日にリリースされた三橋美智也のシングル。

## 解説
- 売り上げは約300万枚ともいわれるほどの大ヒットを記録し、数ある三橋のヒット曲の中でも最大の売り上げとなった。
- 三橋はこの曲で1959年の第10回NHK紅白歌合戦に出場。当時の紅白では異性によるコーラスが禁止されていたため、原曲では女声コーラスが務めていたパートを、ボーイソプラノの少年グループ（東京少年合唱隊）が担当した[1]。
- 1990年8月11日のNHK『思い出のメロディー』でも歌唱され、「三橋演歌50年間の集大成」とも評された。
- マレーシアでは荘学忠によって『夕陽紅』のタイトルでカヴァーされている。

## 収録曲
1. 古城
  - 作詞：高橋掬太郎、作曲・編曲：細川潤一
2. 祭り太鼓
  - 作詞：横井弘、作曲・編曲：吉田矢健治